# Бал-маскарад (опера)
«Бал-маскарад» (итал. Un ballo in maschera) — опера Джузеппе Верди в 3 действиях, 6 картинах, на либретто Антонио Сомма по сюжету Э. Скриба. Премьера состоялась в римском театре Аполло 17 февраля 1859 года. 
Сюжет оперы (23-й по счету в наследии Верди) основан на истории убийства шведского короля Густава III, но был сильно изменён по требованию цензуры. Так, шведские имена пришлось заменить английскими, чтобы сходство с реальной историей не так бросалось в глаза. Впрочем, при современных постановках нередко используются шведские имена героев.

## Действующие лица
| Роль (в цензурированном варианте и первоисточнике)             | Голос      |
| -------------------------------------------------------------- | ---------- |
| Ричард, граф Уорик, губернатор Бостона (Густав, король Швеции) | тенор      |
| Амелия, жена Ренато                                            | сопрано    |
| Ренато, муж Амелии, секретарь Ричарда (граф Анкарстрём)        | баритон    |
| Оскар, паж                                                     | сопрано    |
| Ульрика (мадам Арвидсон), гадалка                              | контральто |
| Судья                                                          | тенор      |
| Сильван (Христиан)                                             | бас        |
| Сэмюэль (граф Риббинг)                                         | бас        |
| Том (граф Горн)                                                | бас        |

## Содержание
Швеция, 1792 — или Бостон, Массачусетс, конец XVIII века.
Акт I
Картина первая
Утро. Ричард, губернатор штата Массачусетс, принимает посетителей, среди них — враги Ричарда: Сэмюэль и Том, чей недовольный ропот смешивается со всеобщим восхвалением губернатора (хор «Posa in pace»; «Спи, наш Ричард»). Паж Оскар приносит Ричарду список приглашённых на бал, который должен состояться в скором времени. Среди приглашённых и Амелия, жена секретаря и друга губернатора креола Ренато, в которую он тайно влюблён («La rivedra nell’estasi»; «Вновь хоть на миг моя любовь»). Ренато сообщает Ричарду, что Сэмюэль и Том готовят заговор, угрожающий жизни губернатора («Alla vita che t’arride»; «Помни, граф, с твоей судьбою»). Затем они, а также Оскар и судья отправляются в масках к негритянке Ульрике, прославленной волшебнице (финальный ансамбль «Ogni cura si doni al biletto»; «С вами ночью к гадалке пойду я»).
Картина вторая
Ульрика колдует в своём жилище («Re dell’abisso»; «Царь преисподней, мне явись»). Появляется Ричард в костюме рыбака, но в этот момент Сильвано, слуга Амелии, просит принять его госпожу. Ульрика остаётся с ней наедине. Ричард, спрятавшись, слышит их разговор. Амелия признаётся, что влюблена и просит дать ей зелье, которое излечило бы её от преступной страсти. Колдунья велит Амелии пойти ночью на пустырь, где совершаются казни («Della citta all’occaso»; «Если пойдёшь на запад»), и собрать там волшебную траву. Как только молодая женщина уходит, Ричард просит Ульрику предсказать ему судьбу («Di tu se fedele»; «Скажи, не грозит ли мне буря морская»). Ульрика говорит, что он умрёт от руки друга. Ричард настроен скептически («E scherzo od e follia»; «Безумство или шутка»). Колдунья предупреждает графа, что его убийцей станет тот, кто первым пожмёт его руку. Этим человеком оказывается Ренато, и все убеждаются в лживости её предсказаний.
Акт II
Ночь. Пустынное поле в окрестностях Бостона. Луна освещает силуэты виселиц. Сюда пришла Амелия («Ecco l’orrido campo»; «Вот оно, это поле»). Она влюблена в Ричарда, и мысль о разлуке с ним для неё невыносима («Ma dall’arido stelo»; «Я найду колдовскую траву»). Появляется Ричард и признаётся ей в любви («Non sai tu che se l’anima mia»; «Ты не знаешь, как совесть сурово»). С восторгом он узнаёт, что Амелия тоже любит его («Ah, qual soave brivido»; «О, эти сладкие слова»). Их идиллию нарушает неожиданный приход Ренато: он предупреждает губернатора о близкой опасности. Ричард просит позаботиться о его даме, скрывшей лицо под вуалью, и бежит (терцет «Odi tu come fremono cupi»; «Что-то там на скале зашуршало»). Ренато преграждает дорогу заговорщикам, Амелия, придя к нему на помощь, случайно открывает своё лицо. Сэмюэль и Том подсмеиваются над Ренато. Он же, горя жаждой мщения, договаривается с ними о встрече, намереваясь участвовать в заговоре.
Акт III
Картина первая
Кабинет в доме Ренато. В глубине — портрет Ричарда во весь рост. Ренато угрожает Амелии смертью, она просит позволить ей в последний раз обнять сына («Morro, ma prima in grazia»; «Позволь мне перед смертью»). Муж понимает, что должен мстить не ей, а другу-предателю и с горечью обращается к портрету («Eri tu che macchiavi quell’anima»; «Это ты отравил душу ядом»). Приходят Сэмюэль и Том и вместе с Ренато решают тянуть жребий, кому убить графа (терцет «Dunque l’onta di tutti sol una»; «Нас свела наша тайная рана»). Ренато заставляет Амелию вынуть жребий: он падает на её мужа. Убийство должно произойти во время бала-маскарада, и заговорщики уже предвкушают победу.
Картина вторая
Кабинет Ричарда. Он подписывает указ, по которому Ренато и его жена должны переехать в Англию («Forse la soglia attinse»; «Верно, она уже дома»). Грустные предчувствия теснят его душу, когда он думает об Амелии («Ma se m’e forza perderti»; «Навек расстаться мы должны»).
Картина третья
Бал. Ричард спешит увидеть возлюбленную («Si, rivederti Amelia»; «Видеть тебя, Амелия»). Смешавшись с толпой гостей, Ренато узнаёт у Оскара, под какой маской скрылся Ричард. Амелия предупреждает его об опасности, оба вновь охвачены страстью (дуэт «Ah! perche qui!.. fuggite», «T’amo, si, t’amo, e in lagrime»; «Ах, все вы здесь! Бегите!», «Видишь, в слезах тебя молю»). Ричард сообщает Амелии о предстоящей разлуке. Когда он прощается с ней, Ренато наносит ему смертельный удар. Среди всеобщего замешательства Ричард оправдывает Амелию («Ella e pura: in braccio a morte»; «Умирая, тебе клянусь я… она невинна»). Он умирает, простив своих убийц.

## Постановки в России
Императорская итальянская оперная труппа исполнила «Бал-маскарад» в Большом (Каменном) театре Санкт-Петербурга 17 ноября 1861 года.
Премьера «Бала» на русском языке прошла на сцене Большого театра Москвы 8 декабря 1880 года. Впервые оперу исполняли на русском языке Антон Барцал (Ричард), Павел Хохлов (Ренато), Августа Верни (Амелия). Критики, отмечая богатство мелодий и вокальное разнообразие оперы, говорили, что каждая фраза в ней музыкальна, а каждая мелодия вокальна. 
Выдержав ещё одну постановку и возобновление в 1890-е годы, «Бал-маскарад» исчез с афиши в 1902 году, чтобы вернуться на сцену Большого театра только через 77 лет в постановке Альгиса Жюрайтиса и Семёна Штейна. Роскошные декорации для этой постановки разработал Николай Бенуа. В бывшем Мариинском театре «Бал-маскарад» шёл с 1927 года.

## Известные аудиозаписи
а) Всемирно известные записи: 
Исполнители: Ричард — Беньямино Джильи, Ренато — Джино Бекки, Амелия — Мария Канилья, Ульрика — Федора Барбьери, Оскар — Э. Тибетти, хор и оркестр Римской оперы, дирижёр — Туллио Серафин, 1943 год.
Исполнители: Ричард — Джузеппе ди Стефано, Ренато — Этторе Бастианини, Амелия — Мария Каллас, Ульрика — Джульетта Симионато, Оскар — Эуджения Ратти, хор и оркестр театра «Ла Скала», дирижёр — Джанандреа Гавадзени, 1957 год.
Исполнители: Ричард — Пласидо Доминго, Ренато — Пьеро Каппуччилли, Амелия — Мартина Арройо, Ульрика — Фьоренца Коссотто, Оскар — Рери Грист, хор театра «Ковент-Гарден», оркестр «Нью Филармония» (Лондон), дирижёр — Риккардо Мути, 1975 год.
Исполнители: Ричард — Хосе Каррерас, Ренато — Юрий Мазурок, Амелия — Катя Риччарелли, Ульрика — Патриция Пейн, Оскар — Кэтлин Бэттл, хор и оркестр Оперы Сан-Франциско, дирижёр — Курт Герберт Адлер, 1977 год.
Исполнители: Ричард — Пласидо Доминго, Ренато — Ренато Брузон, Амелия — Катя Риччарелли, Ульрика — Елена Образцова, Оскар — Эдита Груберова, хор и оркестр театра «Ла Скала», дирижёр — Клаудио Аббадо, 1979 год.
Исполнители: Ричард — Зураб Соткилава, Ренато — Юрий Мазурок, Амелия — Тамара Милашкина, Ульрика — Елена Образцова, Оскар — Ирина Журина, хор и оркестр Большого театра СССР, дирижёр — Альгис Жюрайтис, 1979 год.
б) Локально известные записи: 
Исполнители: Ричард — Бадри Майсурадзе, Ренато — Владимир Редькин, Амелия — Маквала Касрашвили, Ульрика — Ирина Макарова, Оскар — Оксана Ломова, Сильвано — Павел Черных, Самуэль — Пётр Глубокий, Том — Александр Науменко, Судья — Николай Казанский, Слуга Амелии — Юрий Маркелов, хор и оркестр Большого театра России, дирижёр — Лютаурас Бальчюнас, 2003 год.
Исполнители: Ричард — Владимир Чеберяк, Ренато — Раиль Кучуков, Амелия — Ирина Заруцкая, Ульрика — Татьяна Никанорова, Оскар — Альфия Каримова, Сильвано — Владимир Копытов, хор и оркестр Башкирского театра оперы и балета, дирижёр — Роберт Лютер, 2007 год.